# تجمع عائلات المفقودين في الجزائر
هي جمعية تأسست بباريس في شهر ماي 1998 من طرف أمهات المفقودين قسرا في الجزائر، وشغلت نصيرة ديتور منصب الناطقة الرسمية بها. 
في جوان1999، تم تسجيل الجمعية بصفة رسمية في فرنسا تحت مسمى تجمع عائلات المفقودين في الجزائر.
(بالفرنسية: (Collectif des Familles de Disparus en Algérie: (CFDA)‏
في 2001 تمكن التجمع من افتتاح أول مكتب في الجزائر تحت مسمى «أس.أو.أس. مفقودون» (بالفرنسية: SOS Disparus)‏ ومن هنا بدأت حركة أمهات المفقودين عبر توفير المساعدات القضائية والإدارية اللازمة لعائلات المفقودين وكذلك المرافقة النفسية، وفيما بعد، تم افتتاح مكتبين جهويين آخرين في وهران وقسنطينة ليصبح مكتب العاصمة مكتبا وطنيا.

## الأهداف
من بين الأهداف 
- ثبيت وتشجيع تحرك عائلات المفقودين وتنظيم نشاطات معهم على المستوى الوطني والدولي والإقليمي
- مكافحة الاختفاءات القسرية والاعتقالات التعسفية
- تأسيس لجنة حقيقة وعدالة مستقلة ومحايدة في إطار عدالة انتقالية في الجزائر
- تمكين عائلات المفقودين من الحصول على تعويض كامل للضحايا
- تجنب تكرار جريمة الاختفاء القسري
- احترام حقوق الإنسان.

## النشاطات
التجمع يقترح مساعدة قضائية إدارية وكذلك مرافقة نفسية لعائلات المفقودين، ويجمع شهادات العائلات ليكون قاعدة بيانات حول الاختفاءات القسرية في الجزائر وذلك من أجل الحفاظ على الذاكرة الجماعية.
نظّم التجمع عدة مهمات في 2014 أين اجتمع مع عدة عائلات مفقودين لتوطيد العلاقات معهم وحتى لا تتركهم في عزلة أيضا.
ونفس الأمر عمله عدة محققين حيث جابوا كل ربوع الجزائر من شمالها إلى جنوبها بغية إجراء مقابلات لجمع الشهادات، وتفاجئوا بوجود عدة مفقودين لم تبلغ عائلاتهم عن اختفائهم إما بفعل الخوف أو الجهل بوجود الجمعية وعملها من أجل إيجاد الحقيقة والعدالة في قضية المفقودين في الجزائر.
هذه المعلومات المجموعة تتيح للتجمع إجراء تحديث لملفات المفقودين سواءا على الصعيد الإداري (الأرشيف) أو على صعيد الموقع الإلكتروني الذي يحوي على نصب تذكاري افتراضي به البيانات الخاصة بكل مفقود سواءا من الحالة المدنية أو مجريات اختفائه.

## الإحالة للهيئات الدولية
يقوم تجمع عائلات المفقودين بإيداع ملفات وشكاوى عائلات المفقودين الجزائريين لدى هيئات 
الأمم المتحدة والهيئات الدولية التي ترعى حقوق الإنسان، كما يقوم بمداخلات ويقدم تقارير لدى مجموعة العمل على الاختفاءات القسرية.
سجّل التّجمّع ما يقارب 5000 ملف للمفقودين لدى هيئة الأمم المتحدة، تحديدا لجنة حقوق الإنسان، وكذلك أمام اللجنة الإفريقية لحقوق الإنسان والشعوب. 
منذ نشأته في 1998، قدم تجمع عائلات المفقودين في الجزائر 13 مداخلة لدى لجنة حقوق الإنسان والتي أدانت الجزائر في 13 مداخلة وبقيت 7حالات معلقة.

## مركز الأبحاث لحفظ الذّاكرة ودراسة حقوق الإنسان بوهران
(بالفرنسية: Centre pour la Préservation de la Mémoire et l'Etude des Droits de l'Homme CPMDH)‏
في 14 جوان 2014 بمدينة وهران غرب الجزائر، دشّن تجمع عائلات المفقودين مركزا للتوثيق من أجل الحفاظ على الذاكرة ودراسة حقوق الإنسان
يوجد بالمركز رصيد قيم من الوثائق والكتب والتقارير حول قضايا حقوق الإنسان بما في ذلك عن الاختفاءات القسرية وعن العدالة الانتقالية وكذلك عن القانون الدولي.

## موقف أس.أو.أس مفقودون من ميثاق السلم والمصالحة الوطنية
ينص ميثاق السلم والمصالحة الوطنية على استحالة ملاحقة الفاعلين في العشرية السوداء قضائيا، ولقد ربطت السلطات حق التّعويض بإيداع وثائق تقرّ بوفاة المفقود في اشتباك، مع العلم أن العائلات لا تعرف حتّى إن كان قريبها حيّا أو ميتا، هاتان المادتان لا يقبلهما تجمّع عائلات المفقودين، الذي لم يتمّ إشراكه في تحرير ميثاق السلم والمصالحة الوطنية. لذا، حرر تجمع عائلات المفقودين ميثاقا بديلا وذلك بمشاركة تحالف جمعيات ضحايا الإرهاب والاختفاءات القسرية.

## روابط خارجية
- «المفقودون في الجزائر، حكاية عمرها 20 عاما»،21أكتوبر 2012، http://www.mbc.net/ar/programs/mbc-news/articles/%D8%A7%D9%84%D9%85%D9%81%D9%82%D9%88%D8%AF%D9%88%D9%86-%D9%81%D9%8A-%D8%A7%D9%84%D8%AC%D8%B2%D8%A7%D8%A6%D8%B1----%D8%AD%D9%83%D8%A7%D9%8A%D8%A9-%D8%B9%D9%85%D8%B1%D9%87%D8%A7-20-%D8%B9%D8%A7%D9%85%D8%A7.html
- ميسلون نصار، «أمهات المفقودين ومعركة البحث عن الحقيقة..»، قناة فرانس24 ،01/09/2015 http://www.france24.com/ar/20150827-%D9%87%D9%8A-%D8%A7%D9%84%D8%AD%D8%AF%D8%AB-%D8%A7%D9%84%D9%85%D9%81%D9%82%D9%88%D8%AF%D9%88%D9%86-%D8%A7%D9%84%D9%85%D8%AE%D8%AA%D9%81%D9%8A%D9%88%D9%86-%D8%A7%D9%84%D8%AC%D8%B2%D8%A7%D8%A6%D8%B1-%D8%A7%D9%84%D8%AD%D8%B1%D8%A8-%D8%A7%D9%84%D8%A3%D9%87%D9%84%D9%8A%D8%A9-%D8%A7%D9%84%D9%85%D8%B1%D8%A3%D8%A9-%D8%A7%D9%84%D9%86%D8%B3%D8%A7%D8%A1
- نصيرة ديتور، الناطقة باسم «تجمع عائلات المفقودين في الجزائر»، قناة فرانس 24، 06/03/2013 http://www.france24.com/ar/20130304-%D8%AD%D9%88%D8%A7%D8%B1-%D9%86%D8%B5%D9%8A%D8%B1%D8%A9-%D8%AF%D9%8A%D8%AA%D9%88%D8%B1-%D8%AA%D8%AC%D9%85%D8%B9-%D8%B9%D8%A7%D8%A6%D9%84%D8%A7%D8%AA-%D8%A7%D9%84%D9%85%D9%81%D9%82%D9%88%D8%AF%D9%8A%D9%86-%D8%A7%D9%84%D8%AC%D8%B2%D8%A7%D8%A6%D8%B1
- فضيلة مختاري، «قلوب محروقة»، برنامج خط أحمر لقناة الشروق، https://www.youtube.com/watch?v=YeCjZVipPcI
- توفيق ضيف الله، "عائلات المفقودين تطالب بالكشف عن مصير أبنائهم:

جمعية "أس أو أس مفقودون" تستقبل 8000 ملف وتطالب بلجنة تحقيق"، جريدة الحياة، 9 مارس 2015 http://www.elhayatalarabiya.com/home/%D8%B9%D8%A7%D8%A6%D9%84%D8%A7%D8%AA-%D8%A7%D9%84%D9%85%D9%81%D9%82%D9%88%D8%AF%D9%8A%D9%86-%D8%AA%D8%B7%D8%A7%D9%84%D8%A8-%D8%A8%D8%A7%D9%84%D9%83%D8%B4%D9%81-%D8%B9%D9%86-%D9%85%D8%B5%D9%8A%D8%B1/
- خالد بودية، «عائلات المفقودين يحتجون ويطالبون بالحقيقة»، جريجدة الخبر، 30 أوت 2015 http://www.elkhabar.com/press/article/89111/#sthash.IsChca49.iuqRpWZL.dpbs
- خالد بودية، «تحقيق أممي في الاختفاءات القسرية بالجزائر»، جريجدة الخبر، 26 يناير 2016
- هبة نجيب، ""وحدها الحقيقة يمكنها شفاء هذا الألم«: جزائريات يتحدثن عن رحلة بحثهن عن المختطفين.»، المركز الدولي للعدالة الانتقالية، 9 مارس 2016، https://www.ictj.org/ar/about نسخة محفوظة 22 فبراير 2017 على موقع واي باك مشين.
- مالك رداد، جريدة الفجر، «عائلات المفقودين تدعو إلى تجمع اليوم أمام مقر سفارة الجزائر بفرنسا»، http://www.al-fadjr.com/ar/index.php?news=159086%3Fprint
- نصيرة ديتور، «الجزائر مدانة للمرة ال 25 وال 26 من طرف لجنة حقوق الإنسان لمنظمة الأمم المتحدة: بيان جمعية عائلات المفقودين» المنقول من صفحة الرابطة الجزائرية للدفاع عن حقوق الإنسان، 17 جوانم 2014، http://dzactiviste.info/%D9%85%D8%AC%D9%84%D8%B3-%D8%AD%D9%82%D9%88%D9%82-%D8%A7%D9%84%D8%A5%D9%86%D8%B3%D8%A7%D9%86-%D9%8A%D8%B7%D8%A7%D9%84%D8%A8-%D8%A8%D9%83%D8%B4%D9%81-%D9%85%D8%B5%D9%8A%D8%B1-%D8%A7%D9%84%D9%85%D9%81/
- ق.و،"للتنديد بما جاء به ميثاق السلم والمصالحة الوطنية

الجمعية الوطنية "اس اواس مفقودين" تنظم وقفة احتجاجية غدا الثلاثاء"، جريدة الأحداث، http://www.elahdath.net/national/4999-%D8%A7%D9%84%D8%AC%D9%85%D8%B9%D9%8A%D8%A9-%D8%A7%D9%84%D9%88%D8%B7%D9%86%D9%8A%D8%A9-%D8%A7%D8%B3-%D8%A7%D9%88%D8%A7%D8%B3-%D9%85%D9%81%D9%82%D9%88%D8%AF%D9%8A%D9%86-%D8%AA%D9%86%D8%B8%D9%85-%D9%88%D9%82%D9%81%D8%A9-%D8%A7%D8%AD%D8%AA%D8%AC%D8%A7%D8%AC%D9%8A%D8%A9-%D8%BA%D8%AF%D8%A7-%D8%A7%D9%84%D8%AB%D9%84%D8%A7%D8%AB%D8%A7%D8%A1
- ف. جمال، «جمعية» أس أو أس مفقودون""المصالحة لم تتحقق وميثاقها فرض على الجزائريين""، جريدة الخبر، 28 سبتمبر 2015، http://www.elkhabar.com/press/article/91369/#sthash.tAg6M7MT.YTsPSPNb.dpbs
- Marie Verdier, "Avec Nassera Dutour, la mémoire des disparus d'Algérie", La Croix, samedi 5 mai, dimanche 6 mai 2012
- Site web du Collectif des Familles de Disparus http://www.algerie-disparus.org/le-cfda/qui-sommes-nous/
- Nadia Benakli, "Textes d'application de la Charte pour la paix, Les associations comptent saisir l'ONU"Journal L’Expression, édition du 24 et 25 février 2006
- http://www.algerie-disparus.org/disparitions-forcees/les-familles-de-disparus-pour-la-verite- et-la-justice/
- , Jennifer Howell, Investigating the enforced disappearances of Algeria's 'Dark Dacade': Omar D' and Kamel Khélif's commemorative art projects, The Journal of North African studies, 18 janvier 2016